# Langarige zeekraal
Langarige zeekraal (Salicornia procumbens subsp. procumbens, synoniem: Salicornia dolichostachya) is een eenjarige plant die behoort tot de amarantenfamilie. De soort staat op de Nederlandse Rode lijst van planten als vrij zeldzaam en stabiel of toegenomen. De plant komt van nature wereldwijd voor. Het aantal chromosomen is 2n = 36. Langarige zeekraal lijkt veel op kortarige zeekraal, maar deze heeft sterker vertakte stengels. De helmknoppen van de langarige zeekraal zijn groter dan die van kortarige zeekraal.
De plant wordt 2-40 cm hoog en heeft kandelaarachtig vertakte rechtopstaande of opstijgende leden. De vlezige, tegen over elkaar staande, dofgroene bladeren zijn paarsgewijs met elkaar en met de stengel vergroeid tot leden. De zijleden buigen meestal omhoog en groeien dan vrijwel evenwijdig aan de hoofdstengel. De taps toelopende leden met bloemen worden 5-12 cm lang. In de nazomer kleuren de bladeren oranjegeel of bruinachtig.
Langarige zeekraal bloeit van juli tot in oktober. De tweeslachtige, drie bij elkaar staande bloemen staan in een tot 10 cm lange eindstandige aar. De vergroeide bloemdekbladen vormen een 'perigoniumdekseltje'. De bloemen hebben ongeveer even grote dekseltjes met aan de top van de rand een knik. De dekseltjes vallen niet makkelijk af. De helmknoppen zijn 0,6-0,9 mm lang.
De vrucht is een nootje. In het voorjaar bij het vergaan van de plant komen de niet sterk behaarde, 1-1,7 mm grote zaden pas vrij.

Herbariumexemplaar met bloemen

De plant komt voor op slikkige kwelders.

## Groente
Jonge planten worden plaatselijk als groente, rauw of gekookt, gegeten. Na het koken lijkt het qua kleur op zeewier. De smaak en structuur lijken op jonge spinaziestengels.